# Ruch Obywatelski "Polska XXI"
Bürgerbewegung Polska XXI ist eine polnische Initiative von Rafał Matyja, dem ehemaligen Fraktionschef der Platforma Obywatelska (PO), Jan Rokita, dem einstigen Kulturminister sowie aus der Recht und Gerechtigkeit (PiS) ausgeschiedenen Kazimierz M. Ujazdowski und dem Breslauer Stadtpräsidenten Rafał Dutkiewicz. Sie wurde am 27. September 2008 gestartet und soll ausdrücklich keine Partei sein.
Dennoch will man zu den Kommunal- und Präsidentschaftswahlen in Polen im Jahr 2010 Kandidaten benennen oder eigene Kandidatenlisten aufstellen. Dazu wurde am 9. Januar 2010 die Partei Polen Plus (Polska +) gegründet.
Polska XXI möchte ein präsidentielles Regierungssystem errichten, in welchem der Präsident nicht nur das Land nach außen repräsentiert, sondern die Regierung mittels Premierminister leitet. In der Gründungserklärung bedauert man das Scheitern der politischen Debatte, die derzeit von der Recht und Gerechtigkeit und der Bürgerplattform geführt wird. Die Gründer sprechen sich für eine weitere Dezentralisierung des Staates, für die wirtschaftliche Freizügigkeit, für christliche Werte und einen modernen Patriotismus aus.

## Führende Politiker der Bewegung Polska Plus
- Ludwik Dorn
- Lucjan Karasiewicz
- Piotr Krzywicki
- Jan Filip Libicki
- Jerzy Polaczek
- Jarosław Sellin
- Jacek Tomczak
- Kazimierz Michał Ujazdowski
- Andrzej Walkowiak